# Brady Ellison
Brady Ellison (n. 27 octombrie 1988, Glendale, Arizona, SUA) este un arcaș ce a reprezentat Statele Unite ale Americii, medaliat olimpic. A participat la 5 ediții ale Jocurilor Olimpice (2008, 2012, 2016, 2020, 2024) în care a câștigat trei medalii de argint și două medalii de bronz.